# Laglais Xavier Kouassi
Xavier Laglais Kouassi (ur. 28 grudnia 1989 w Toumodi) – iworyjski piłkarz występujący na pozycji pomocnika. Były reprezentant reprezentacji Wybrzeża Kości Słoniowej.

## Życiorys

### Kariera klubowa
Był zawodnikiem klubów: Séwé Sport San-Pédro z Ligue 1 MTN (2008–2009), Servette FC ze Swiss Challenge League (2009–2013), FC Sion ze Swiss Super League (2013–2016) i amerykańskiego New England Revolution z Major League Soccer (2016–2018).
15 lutego 2018 podpisał kontrakt ze szwajcarskim klubem FC Sion. 20 marca 2020 dostał wypowiedzenie umowy ze skutkiem natychmiastowym wraz z ośmioma innymi piłkarzami: Alexem Songiem, Ermirem Lenjani, Mickaëlem Facchinetti, Biramą Ndoye, Johanem Djourou, Pajtim Kasami, Seydou Doumbia i Christianem Zockiem. 

### Kariera reprezentacyjna
Był reprezentantem Wybrzeża Kości Słoniowej w kategorii U-23. 
W seniorskiej reprezentacji Wybrzeża Kości Słoniowej zadebiutował 10 sierpnia 2011 na stadionie Stade de Genève (Genewa, Szwajcaria) w wygranym 4:3 meczu towarzyskim przeciwko reprezentacji Izraela. Zaliczył w niej jeden występ.